# روبرت س. بتلر الابن
العقيد روبرت س. بيتلر الابن (المُتوفي في 6 فبراير 2003) هو ضابط أميركي، عمل كمساعد لرئيس الولايات المتحدة هاري ترومان.

## حياته المُبكرة
وُلد روبرت في أوهايو، وهو ابن اللواء روبرت س.بيتلر الأب. كان روبرت هو الطالب المتفوق في فصله في مدرسة جرينبرير العسكرية في فيرجينيا الغربية وتم إلحاقه بشكل شرفي في الأكاديمية العسكرية للولايات المتحدة حيث تخرج في عام 1943. أثناء وجوده في ويست بوينت، كان جزءًا من فريق بندقية البطل القومي التابع للأكاديمية.

## حياته المهنية
خلال الحرب العالمية الثانية، شغل منصب الملازم والقائد في فوج المشاة 511 المظلي خلال الاشتباكات في الفلبين وغينيا الجديدة. حصل نظير بطولاته على ميدالية النجمة البرونزية بالإضافة إلى شارتين وشارة أبطال قوات المشاة.
كان بيتلر يخدم في هيئة أركان الجيش في واشنطن العاصمة، حيث أمضى عامين كمساعد للرئيس هاري ترومان. ثم عاد إلى أوهايو، حيث حصل على ماجستير في إدارة الأعمال من جامعة ولاية أوهايو في عام 1950. [3] وبعد الذهاب مع القوات الأمريكية للنمسا، عاد إلى واشنطن ليخدم في البنتاغون كرئيس للمشتريات المسجلة. وفي عام 1958، تخرج من كلية القيادة والأركان العامة في فورت ليفنوورث بولاية كنساس، وواصل عمله كمدير التنظيم والمستشار التدريب للجيش الكوري، وأمين صندوق الأكاديمية العسكرية للولايات المتحدة في ويست بوينت، وقائد مجموعة الشؤون المدنية الثالثة المتمركزة في منطقة قناة بنما.
سافر روبرت مع مجموعة الشؤون المدنية الثالثة إلى بيرو في أعقاب زلزال مدمر حدث في عام 1970 لقيادة بعثة الإغاثة الأمريكية. وقد أكسبته تصرفاته البطولية صليب بيرو من الرئيس خوان فيلاسكو ألفارادو ومنحته الولايات المتحدة وسام الاستحقاق. تقاعد روبرت في عام 1973 بعد أن شغل منصب رئيس مجلس تقييم التربية البدنية العسكرية في بريسيديو بسان فرانسيسكو، وحصل على وسام الاستحقاق الثاني.
في فترة ما بعد الحياة العسكرية، اجتهد في الحصول على رسالة جامعية في التنس في كلية ميريت في أوكلاند في سن 54، حيث كان يواصل تعليمه. كان يذهب إلى إدارة أعمال عائلته وكان ناشطًا في ألعاب القوى وشؤون المجتمع.

## وفاته وإرثه
تُوفي روبرت في 6 فبراير 2003 في أوكلاند بولاية كاليفورنيا. ودُفن في مقبرة ويست بوينت بنيويورك.